# Rustam Saidov
Rustam Saidov (Рустам Саидов) (Taskent, Uzbekistán, 6 de febrero de 1978) es un deportista olímpico uzbeko que compitió en boxeo, en la categoría de peso superpesado y que consiguió la medalla de bronce en los Juegos Olímpicos de Sídney 2000.

## Palmarés internacional
| Juegos Olímpicos | Juegos Olímpicos   | Juegos Olímpicos  | Juegos Olímpicos |
| Año              | Lugar              | Medalla           | Prueba           |
| ---------------- | ------------------ | ----------------- | ---------------- |
| 2000             | Sídney (Australia) | Medalla de bronce | Peso superpesado |